# پایگاه نیروی هوایی ادواردز
پایگاه نیروی هوایی ادواردز (یاتا: EDW، ایکائو: KEDW، موقعیت‌یاب اف‌آآ: EDW) یکی از پایگاه‌های نیروی هوایی ایالات متحده واقع در مرز کرن کانتی، لوس آنجلس و سان برناردینو کانتی در ایالت کالیفرنیا، در دره آنتلوپ است. این پایگاه ۶ مایل دریایی (۱۱ کیلومتر) در جنوب غربی از منطقه تجاری ادواردز شمالی، کالیفرنیا قرار گرقته‌است و ۷ مایل (۱۱ کیلومتر) از شرق به روزموند ختم می‌شود. نام این پایگاه به یاد خلبان تست نیروی هوایی ایالات متحده گلن ادواردز، که به همراه پنج خدمه، ۵ ژوئن ۱۹۴۸ در شمال غربی پایگاه در حال تست بال پرندهٔ وای‌بی-۴۹ فوت کرد، انتخاب شده‌است.